# Kasimoviense
| Era Eratema | Periodo Sistema | Periodo Sistema                 | Época Serie       | Edad Piso                    | Inicio, en millones de años |
| ----------- | --------------- | ------------------------------- | ----------------- | ---------------------------- | --------------------------- |
| Paleozoico  | Pérmico         | Pérmico                         | Pérmico           | Pérmico                      | 298,9±0,15                  |
| Paleozoico  | Carbo- nífero   | Pensil- vánico Pennsyl- vaniano | Superior/Tardío   | Gzheliense Gzheliano         | 303,7±0,1                   |
| Paleozoico  | Carbo- nífero   | Pensil- vánico Pennsyl- vaniano | Superior/Tardío   | Kasimoviense Kasimoviano     | 307,0 ±0,1                  |
| Paleozoico  | Carbo- nífero   | Pensil- vánico Pennsyl- vaniano | Medio             | Moscoviense Moscoviano       | 315,2±0,2                   |
| Paleozoico  | Carbo- nífero   | Pensil- vánico Pennsyl- vaniano | Inferior/Temprano | Bashkiriense Bashkiriano     | 323,4±0,4                   |
| Paleozoico  | Carbo- nífero   | Misisípico Mississi- ppiano     | Superior/Tardío   | Serpukhoviense Serpukhoviano | 330,3±0,4                   |
| Paleozoico  | Carbo- nífero   | Misisípico Mississi- ppiano     | Medio             | Viseense Viseano             | 346,7±0,4                   |
| Paleozoico  | Carbo- nífero   | Misisípico Mississi- ppiano     | Inferior/Temprano | Tournaisiense Tournaisiano   | 358,86±0,19                 |
| Paleozoico  | Devónico        | Devónico                        | Devónico          | Devónico                     | 419,62±1,36                 |
| Paleozoico  | Silúrico        | Silúrico                        | Silúrico          | Silúrico                     | 443,1±0,9                   |
| Paleozoico  | Ordovícico      | Ordovícico                      | Ordovícico        | Ordovícico                   | 486,8 ±1,5                  |
| Paleozoico  | Cámbrico        | Cámbrico                        | Cámbrico          | Cámbrico                     | 538,8±0,6                   |

El Kasimoviense o Kasimoviano es el primer piso y edad del Pensilvánico Superior/Tardío en la escala temporal geológica. Sucede al Moscoviense (Pensilvánico Medio) y precede al Gzheliense. Se inició hace unos 307,0 millones de años y terminó hace unos 303,7 millones de años.
En esta edad, hace unos 305 millones de años, se produjo un importante evento denominado colapso de la selva tropical del Carbonífero, que fragmentó y redujo la extensión de los llamados bosques de carbón. Por un lado se produjo la extinción de numerosos animales y plantas, pero por otro se produjo un gran aumento de la biodiversidad de los tetrápodos, debido precisamente a la fragmentación y diversificación de los ecosistemas terrestres.
El Kasimoviense se introdujo en la literatura científica por el geólogo ruso Boris Danshin en 1947. El nombre procede de la población de Kasimov (óblast de Riazán, Rusia).

## Sección estratotipo y punto de límite global (GSSP)
La sección estratotipo y punto de límite global (GSSP) para la base del Kasimoviense está pendiente de definir por la por la Comisión Internacional de Estratigrafía. Se caracteriza provisionalmente por la primera aparición del fusulínido Protriticites, que está cerca de la primera aparición del amonoideo Eothalossoceras. Una base alternativa (superior) es la primera aparición del fusulínido Montiparus montiparus, que está cerca de la primera aparición del conodonto Idiognathodus sagittalis.
El techo del Kasimoviense se define por la base del Gzheliense, también pendiente de definir por la Comisión Internacional de Estratigrafía, que se caracteriza provisionalmente por la primera aparición del conodonto Idiognathodus simulator y próximo a la primera aparición del género de goniatites Shumardites.

## Bioestratigrafía
EL Kasimovinsee es subdividido en tres biozonas de conodontos:
- Zona Idiognathodus toretzianus.
- Zona Idiognathodus sagittatus.
- Zona Streptognathodus excelsus y Streptognathodus makhlinae.